# Mees-Nagelbänder

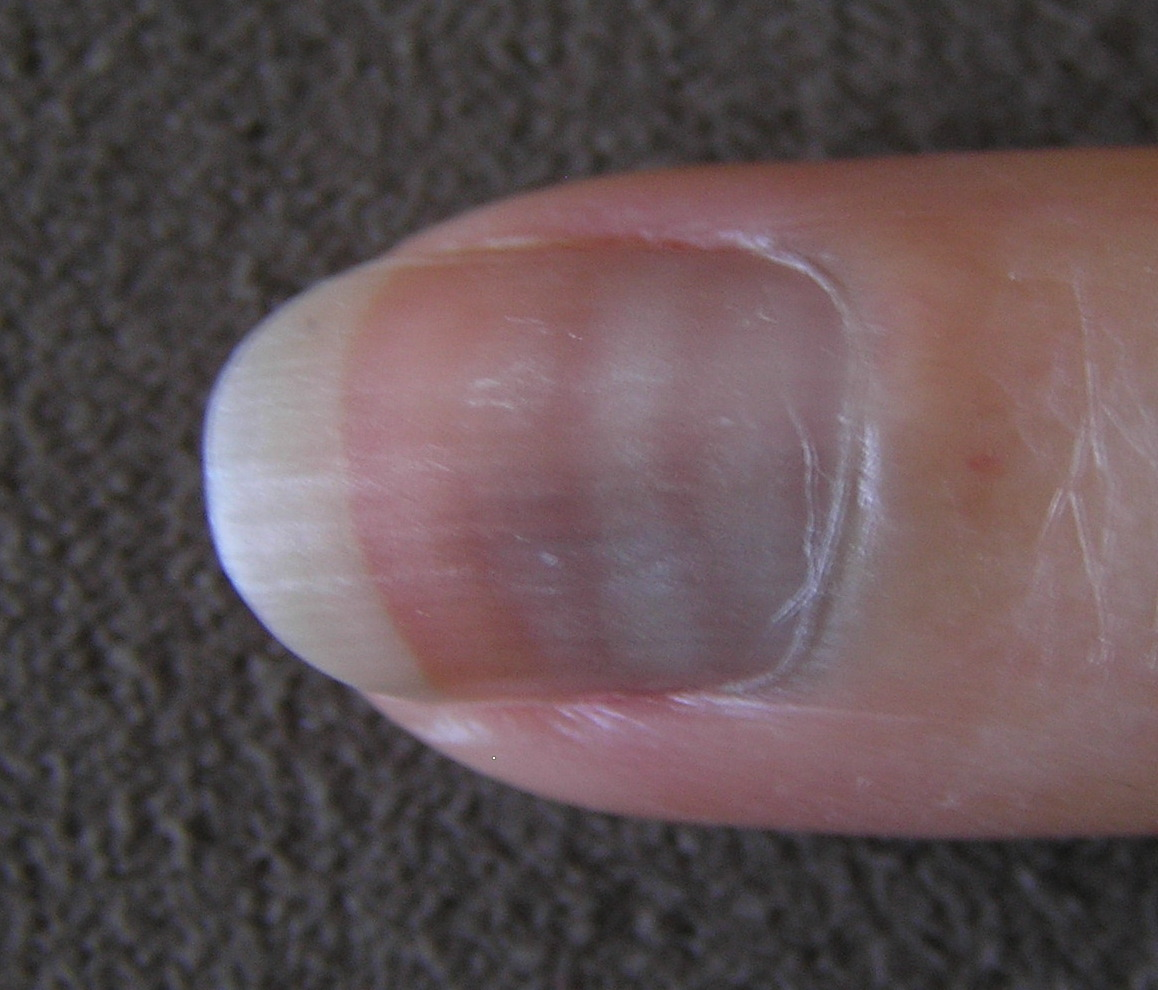
Mees-Nagelbänder als Folge einer in dreiwöchentlichem Abstand verabreichten Chemotherapie bei Brustkrebs

Als Mees-Nagelbänder (auch: Mees-Nagelstreifen) werden mattgraue Querstreifungen an Finger- und Zehennägeln bezeichnet, die durch eine Intoxikation mit Arsen oder Thallium oder als Folge einer Chemotherapie mit Zytostatika zustande kommen und vor allem in der Rechtsmedizin einen wichtigen Befund darstellen.
Das nach dem niederländischen Arzt R. A. Mees benannte Phänomen war zuvor auch von anderen Autoren beschrieben worden. Die mit dem Wachstum der Nägel vorrückenden Streifen werden nach einer überlebten Intoxikation sichtbar.
Bei der Interpretation des Befundes ist stets die weitere Symptomatik zu beachten, da Mees-Nagelbänder keine Intoxikation beweisen.